# Хеклер и Кох 416
„Хеклер и Кох 416“ је јуришна (аутоматска) пушка немачке производње. Охрабрена успесима на европском тржишту, фирма „Хеклер & Кох“ одлучила је да се прошири и на америчко. Захваљујући искуству стеченом током осавремењавања британског пројекта СА80/Л85А1, Х & К је одлучио да новим дизајном превазиђе све проблеме који су се примећивали на пушкама М16 и М4, а на захтев специјалаца америчке војске створен је Хеклер & Кох 416.
Модел је у почетку носио ознаку ХК М4 али се због реаговања и тужбе фирме Колт, модел добија ознаку ХК-416.

## Oпис и детаљи конструкције
Одлична балансираност и ергономска решења чине ово оружје погодним за тактичку употребу при условима блиске борбе.
Главни адут ове пушке јесте систем кратког трзаја гасног клипа, сличан оном на Г36. Ова технологија умањује накупљање барутних честица у пријемнику. Сличног изгледа као М4, ХК 416 има исто конструкционо решење када је у питању убацивање/избацивање оквира и регулатор паљбе. 
Регулатор паљбе је обостран (налази се са обе стране пушке, изнад рукохвата) што у великој мери олакшава руковање и леворуким стрелцима. Режим паљбе мења се променом положаја регулатора, који је видно крупнији него онај на М4. Могући су јединачни, рафални или закочени режим. Режими су означени словима, а на неким моделима и пиктограмима.
Отвор за избацивање чаура налази се са десне стране сандука и опремљен је поклопцем који штити од спољашњих утицаја. Метални дефлектор штити лице леворуком стрелца од поготка вреле чауре. Полуга за запињање затварача смештена је на истом месту као и код М4, са горње стране сандука, одмах на почетку кундака. Телескопски кундак је подесив на 6 дужина, а конструкционо решење је преузето са М4.
Интегрисане шине налазе се са све четири стране сандука пушке и омогућавају монтирање додатне тактичке опреме (дневних, ноћних, оптичких нишана, ласерских обележивача циљева, тактичких лампи, бајонета и бацача граната.

## Модели
- ХК-416 Д10РС (дужина цеви 10.4 ин) — компакт/командо
- ХК-416 Д14.5РС (дужина цеви 14.5 ин) — карабин
- ХК-416 Д16.5РС (дужина цеви 16.5 ин)
- ХК-416 Д20РС (дужина цеви 19.9 ин)

Припадници 72. Извиђачко - диверзантског батаљона Војске Републике Србије су наоружани са ХК-416 Д14.5РС и Хеклеровим потцевним бацачем граната АГ-416 калибра 40 мм.